# Georgi Markow (polityk)
Georgi Ewdokiew Markow (bułg. Георги Евдокиев Марков; ur. 20 marca 1950 w Sofii) – bułgarski prawnik i polityk, parlamentarzysta, kandydat w wyborach prezydenckich, założyciel partii Porządek, Prawo i Sprawiedliwość.

## Życiorys
W 1977 ukończył studia prawnicze na Uniwersytecie Sofijskim im. św. Klemensa z Ochrydy. Pracował jako radca prawny gminy Stoliczna, później podjął praktykę adwokacką. W drugiej połowie lat 80. był asystentem na macierzystym wydziale, a od 1988 do 1990 pełnił funkcję sekretarza redakcji czasopisma „Dyrżawa i prawo”. W latach 1990–1994 był posłem do konstytuanty oraz Zgromadzenia Narodowego, był wówczas związany z ugrupowaniem SDS.
W 1994 prezydent Żelu Żelew powołał go w skład Sądu Konstytucyjnego, kadencję zakończył w 2003. Od 2000 wchodził w skład władz klubu piłkarskiego Lewski Sofia. W grudniu 2005 stanął na czele współtworzonej przez siebie formacji Porządek, Prawo i Sprawiedliwość. W październiku 2006 wystartował w wyborach prezydenckich, zajmując w nich czwarte miejsce z wynikiem 2,7% głosów. Jeszcze w tym samym roku ustąpił z kierowania partią.
W marcu 2017 jako kandydat GERB-u uzyskał mandat deputowanego do Zgromadzenia Narodowego 44. kadencji.